# Aquilegia lactiflora
Aquilegia lactiflora là một loài thực vật có hoa trong họ Mao lương. Loài này được Kar. & Kir. mô tả khoa học đầu tiên năm 1841.